# 遠藤彰 (ゴルファー)
遠藤 彰（えんどう あきら、1979年5月11日 - ）は、山形県長井市出身のプロゴルファー。身長175cm、体重72kg、血液型AB型。

## 略歴
長井市立長井北中学校卒業後、いくつかの名門高校スキー部からの誘いを断り、スポーツメーカーを通じて単身海外スキー留学。カナダ「ウィスラー・ブラッコム」に所属した。18歳の時 練習中の転倒で膝に大怪我を負い、プロスキーヤーの夢を断念せざるをえなくなる。その時期リハビリで始めたゴルフに活路を見出し、プロゴルファーを志して帰国。帰国後ダム造成など様々なアルバイトをしながら、2006年9月 27歳でプロテスト合格。スキーアルペン競技からの転身、19歳からゴルフを始めるなど異色の経歴を持つプロゴルファー。用具契約はPING。
スキーでは日本代表候補選手としての将来を嘱望された逸材の一人で、2学年上には皆川賢太郎、2つ下に佐々木明といったスキー界を牽引する選手たちがいる。
2014年『ダンロップ・スリクソン福島オープン 東北チャレンジ』2位
2015年『日本プロゴルフ選手権』初日4位
2015年『seven dreamers challenge in Yonehara GC』プレーオフ2位
2016年『HEIWA・PGM Challenge』2位タイ
2017年『日本ゴルフツアー選手権』初日首位タイ
2018年『札幌オープンゴルフチャリティートーナメント』3位
2023年『日本プロ選手権』初日首位と１打差６位

## 優勝戦歴
- 2005年 - 第9回栃木県オープンゴルフ選手権大会優勝
- 2008年 - 第12回栃木県オープンゴルフ選手権大会優勝
- 2009年 - 第7回太平洋オープンゴルフ選手権優勝
- 2010年 - トーシンチャレンジ優勝
- 2014年 - 第16回北陸オープンゴルフトーナメント優勝
- 2019年 - 第23回栃木県オープンゴルフ選手権大会優勝
- 2023年 - 第21回太平洋オープンゴルフ選手権優勝
- 2024年 - 第30回栃木県プロゴルフ選手権大会優勝